# Due uomini, quattro donne e una mucca depressa
Due uomini, quattro donne e una mucca depressa (Como estrellas fugaces) è un film del 2017 diretto da Anna Di Francisca. 
Il lungometraggio è una coproduzione italo-spagnola.

## Trama
Edoardo è un compositore che ha perso la sua ispirazione. Decide di andare in Spagna per isolarsi dai suoi problemi. Arrivato in Spagna, la sua permanenza in un piccolo paese farà prendere vita a diverse storie d'amore. Quello che avviene tra Edoardo e gli altri personaggi è uno scambio terapeutico, che avviene soprattutto attraverso la forza comunicativa della musica.

## Distribuzione
Il film è stato presentato in anteprima il 29 novembre 2012 al Torino Film Festival 2012 con il titolo Como estrellas fugaces.
Il film è stato distribuito in Italia nel giugno del 2017.